# Motor 1.0
Um motor 1.0 é um motor de combustão interna utilizado em carros com aproximadamente 1000 cilindradas, ou seja, com volume dos cilindros do motor próximo a 1 litro. Esse tipo de motor é conhecido por seu uso em carros populares  e  por sua eficiência energética.
Os carros com motor 1.0 aspirado eram conhecidos por perder potência com o uso de ar condicionado, com a perda média de 10,7% da performance calculada em 2006.

## Brasil
No Brasil, os carros com motores entre 800cc e 1000cc ganharam desconto de Imposto sobre Produtos Industrializados (IPI) na década de 1990, o que levou à expansão do uso de motores 1.0.   Em 2006, carros com motor 1.0 pagavam 9% de IPI, enquanto carros com mais cilindradas no motor pagavam de 13% a 15%.

## 1.0 turbo
Na década de 2020, os motores 1.0 começaram a ser mais utilizados por carros utilitários esportivos e picapes, devido ao desenvolvimento de sistema de motor turbo, em contraste com as versões anteriores aspiradas. O motor 1.0 turbo é considerado, de forma geral, tão potente quanto um motor 1.6 ou 1.8 aspirado. 